# Подрыв мостов в России (2025)
В ночь с 31 мая на 1 июня 2025 года в России были подорваны два моста: автомобильный в Брянской области и железнодорожный — в Курской. 
Мост в Брянской области был взорван вечером 31 мая в районе поселка Выгоничи. В 22:44 пассажирский состав № 86Щ, следовавший по маршруту Климов—Москва, врезался в обломки упавшего сооружения и сошёл с рельсов; тепловоз и несколько вагонов получили серьёзные повреждения; семь человек, включая машиниста, погибли на месте, свыше ста пострадали. 
В Железногорском районе Курской области мост был обрушен в 02:30, в момент прохождения по нему грузового поезда, трое пострадали.
В начале июня 2025 года также имело место несколько случаев подрывов железнодорожных путей (вне мостов) в юго-западных областях России; в этих эпизодах люди не пострадали.

## Ход событий

### Мост в Брянской области
Поздним вечером 31 мая 2025 года на перегоне Пильшино—Выгоничи произошёл подрыв автомобильного моста. В результате под углом 45° обрушилась половина моста вместе с фурой «Мираторга», проезжавшей в момент подрыва по мосту. В 22:44 пассажирский поезд № 86Щ сообщением Климов — Москва столкнулся с рухнувшей конструкцией и сошёл с рельсов, несколько пассажирских вагонов опрокинулись. Распространены сообщения о том, что обрушение моста произошло в момент прохождения поезда под мостом, по другим данным оно произошло за несколько секунд до приближения поезда к мосту, по данным «Московского комсомольца» обрушение произошло в 22:20.
Локомотивная бригада из двух человек и пять пассажиров погибли на месте, свыше 100 пассажиров и водитель грузовика получили травмы различной тяжести. Среди погибших — врач детского хосписа «Дом с маяком» Виолетта Горыня, находившаяся в отпуске по уходу за ребенком. 
Под завалами оказались десятки человек, в том числе дети. 
Тепловоз ТЭП70 и несколько пассажирских вагонов получили повреждения кузова, не подлежащие восстановлению: у тепловоза были почти полностью уничтожены обе кабины машиниста и сплюснута половина крыши и стен кузова со стороны одной из них, а некоторые вагоны были искорёжены и согнуты, некоторым оторвало тележки. 
Участок, где был взорван мост в Брянской области, обследовали за пару часов до происшествия, но ничего не выявили.  
По данным Telegram-канала Shot, мост подорвали в двух местах: неизвестные заложили четыре взрывных устройства: два на опоре моста, два на шпалах.

### Мост в Курской области

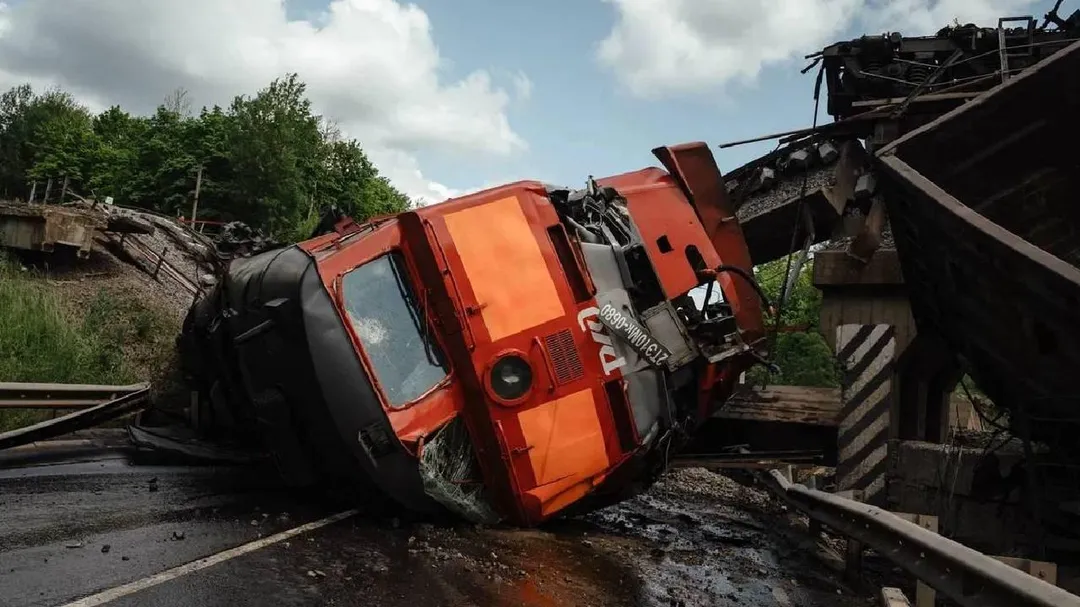
Рухнувшая секция тепловоза 2ТЭ10МК-0680

В ту же ночь на 48-м км трассы Тросна—Калиновка в Железногорском районе Курской области железнодорожный мост, по которому ехал двухсекционный тепловоз 2ТЭ10МК-0680 с несколькими грузовыми вагонами, рухнул на автомобильную дорогу. Первая секция тепловоза рухнула вместе с мостом на бок и получила повреждения, вторая секция тепловоза и грузовые вагоны остались на железнодорожном полотне, но сошли с рельсов и были вывернуты под углом вбок и им оторвало тележки. Машинист и два его помощника получили травмы, других пострадавших не было.

### Другие происшествия
Утром 1 июня в Телеграм-каналах Shot и 112 заявили о новом подрыве железнодорожных путей — в районе Унечи Брянской области; пострадавших не было.
5 июня на железнодорожном переезде Евдаково—Сагуны в Воронежской области произошёл взрыв. На месте происшествия было обнаружено несколько самодельных взрывных устройств. ФСБ РФ сообщила, что были взорваны рельсы. Это случилось перед приближением поезда, но машинист и его коллеги вовремя заметили повреждения рельсов и предприняли экстренное торможение.
6 июня в Прохоровском районе Белгородской области в результате подрыва резервный тепловоз сошёл с железнодорожных рельсов. Об этом в своем Telegram-канале сообщил губернатор региона Вячеслав Гладков.

## Спасательные операции
На места масштабных катастроф в Брянской и Курской областях сразу выдвинулись медицинские и спасательные бригады. Были задействованы восстановительные поезда. Люди, которые находились возле места происшествия в Брянской области, стали подходить и помогать вытаскивать пострадавших из-под обломков поезда и моста.
Последствия остальных происшествий были устранены в рабочем порядке; при этом возникала задержка движения поездов на несколько часов.

## Расследование
Транспортная прокуратура сообщила, что проводит проверку, но сначала назвала произошедшее обтекаемо — «незаконным вмешательством в деятельность транспорта». Позже формулировка о вмешательстве была убрана из сообщения Московской железной дороги.
Следственный комитет России заявил, что оба моста были обрушены подрывами, а представитель комитета заявил, что события «квалифицированы как террористический акт». Позже ведомство удалило своё сообщение в Телеграме, заменив его новым, в котором подрывы не упоминаются. Вместо этого указано, что в Брянской области «произошло обрушение конструкции», а в Курской области «железнодорожный состав упал с повреждённого моста».
3 июня следственный комитет квалифицировал оба события как террористические акты.
4 июня 2025 года глава СК РФ Александр Бастрыкин заявил, что на месте инцидентов были обнаружены следы взрывчатки, произведённой за рубежом, а для взрывов были использованы блоки управления с Украины. Также, по словам Бастрыкина, в Брянской области около деревни Микишево изъяли 13 кг пластида, а также произведённые на Украине блоки управления. Помимо этого, по его словам, на перегоне между станциями Унеча и Жеча были найдены два взрывных устройства. Бастрыкин также заявил, что согласно доказательствам, подрывы были организованы специальными службами Украины.

## Реакция
4 июня 2025 года Владимир Путин заявил, что подрыв мостов был направлен на срыв очередных переговоров с Украиной в Стамбуле. По его словам, атаки были направлены против гражданского населения. 
Следственный комитет России и губернатор Брянской области Александр Богомаз заявили о подрывах, но не высказали предположений о возможных организаторах. 
Госсекретарь США Марко Рубио во время телефонной беседы с Сергеем Лавровым выразил соболезнования в связи с гражданскими жертвами в результате подрывов мостов.
6 июля 2025 года участники саммита БРИКС, проходящего в Бразилии, в совместной декларации решительно осудили нападения на мосты и железнодорожную инфраструктуру, «преднамеренно направленные против мирных жителей в Брянской, Курской и Воронежской областях Российской Федерации 31 мая, 1 и 5 июня 2025 года, в результате чего погибли несколько мирных жителей, в том числе дети».